# Ghirkanura chernovae
Genre
Espèce
Ghirkanura chernovae, unique représentant du genre Ghirkanura, est une espèce de collemboles de la famille des Neanuridae.

## Distribution
Cette espèce se rencontre en Europe.

## Publication originale
- Kuznetsova & Potapov, 1988 : New data on the taxonomy of springtails of the family Neanuridae and Odontellidae (Collembola). Zoologicheskii Zhurnal, vol. 67, no 12, p. 1833-1844.